# Nathán Pinzón
Nathán Pinzón, nombre artístico de Natalio Garfinkel (Buenos Aires, 27 de febrero de 1917 - Ib., 15 de agosto de 1993), fue un actor, crítico de cine y libretista de cine y televisión argentino. Participó en muchas películas, en la mayoría encarnando a personajes malvados.

## Biografía
Fue uno de los actores de trayectoria más prolongada en el cine argentino pues debutó en 1936 en el filme Santos Vega, dirigido por Luis Moglia Barth, y su última película fue El viaje, dirigida por. Fernando Solanas en 1992, o sea 56 años después. Se recuerda su actuación en filmes cómicos como El hombre invisible ataca, de 1967, dirigido por Martín Rodríguez Mentasti, en que estuvo "muy bien en una estrafalaria caracterización" y en dramáticos como El vampiro negro, de 1953, dirigido por Román Viñoly Barreto, en lo que un crítico calificara "el papel de su vida ... en la composición de un personaje de nada fácil expresión", o en La bestia debe morir, de 1952, con el mismo director, encarnando "uno de los malos más malvados del cine argentino".
Trabajó en televisión, recordándose su participación en 1951 en El telebar de las celebridades, en el que personificaba a un barman que charlaba con celebridades a las que recibía, y cuando trabajó junto a Horacio Priani en el programa de género policial El inspector Varela, de 1960. Entre los años 1981 y 1982 fue el presentador del ciclo de cine de terror que se emitió por canal 13, Viaje a lo Inesperado. 
En 1989 trabajó en la serie Historias que el diablo me contó, en 1985 en María de nadie.
Nathán Pinzón colaboró en 1940 en el programa Bar Gente de Cine, que conducía por Radio Prieto el crítico Roland y que en 1942 dio origen a uno de los primeros cineclubs del país, el "Cine Club Gente de Cine". También escribió libretos para cine y televisión tales como Historias que el diablo me contó, para televisión en 1989, y Libertad bajo palabra, que en 1961 llevó al cine Alfredo Bettanín.
Falleció de un ataque cardíaco en Buenos Aires el domingo 15 de agosto de 1993 a los 76 años. En la semana de su muerte también fallecieron la actriz Margarita Padín, el músico José Basso y el director cinematográfico Carmelo Santiago. Sus restos descansan en el Panteón de la Asociación Argentina de Actores del Cementerio de la Chacarita.

## Filmografía

### Intérprete
- El viaje (1992) (dir. Fernando Solanas)
- Boda secreta (1989) (dir. Alejandro Agresti)
- Sur (1988) (dir. Fernando Solanas)
- Matar es morir un poco (1988) (dir. Héctor Olivera)
- Los matamonstruos en la mansión del terror (1987) (dir. Carlos Galettini)
- Las lobas (1986) (dir. Aníbal Di Salvo)
- El sol en botellitas (1985) (dir. Edmund Valladares)
- Fiebre amarilla (1982) (dir. Javier Torre)
- La pulga en la oreja (1981) (dir. Francisco Guerrero)
- Los superagentes y el tesoro maldito (1978) (dir. Adrián Quiroga -Mario Sabato-)
- El gordo catástrofe (1977) (dir. Hugo Moser)
- Saverio, el cruel (1977) (dir. Ricardo Wullicher)
- Los neuróticos o Los psexoanalizados (1971) (dir. Héctor Olivera)
- El sátiro (1970) (dir. Kurt Land)
- Amalio Reyes, un hombre (1970) (dir. Enrique Carreras)
- Pasión dominguera o Los hinchas (1970) (dir. Emilio Ariño)
- Sette uomini e un cervello o El gran robo (1968) (dir. Rossano Brazzi)
- Asalto a la ciudad (1968) (dir. Carlos Cores)
- Coche cama alojamiento (1968) (dir. Julio Porter)
- Villa Cariño (1967) (dir. Julio Saraceni)
- Ya tiene comisario el pueblo (1967) (dir. Enrique Carreras)
- El hombre invisible ataca (1967) (dir. Martín Rodríguez Mentasti)
- ¡Esto es alegría! (1967) (dir. Enrique Carreras)
- Del brazo con la muerte (1966) (dir. Carlos Lao)
- Escala musical (1966) (dir. Leo Fleider)
- La buena vida (1966) (dir. René Mugica)
- De profesión, sospechosos (1966) (dir. Enrique Carreras)
- Hotel alojamiento (1966) (dir. Fernando Ayala)
- Canuto Cañete, detective privado (1965) (dir. Leo Fleider)
- La herencia (1964) (dir. Ricardo Alventosa)
- Canuto Cañete y los 40 ladrones (1964) (dir. Leo Fleider)
- Los evadidos (1964) (dir. Enrique Carreras)
- Una jaula no tiene secretos (1962) (dir. Agustín Navarro)
- Propiedad (1962) (dir. Mario Soffici)
- Socia de alcoba (1962)  (dir. George M. Cahan)
- Quinto año nacional (1961) (dir. Rodolfo Blasco)
- Una americana en Buenos Aires (1961) (dir. George M. Cahan)
- Héroes de hoy (1960) (dir. Enrique Dawi)
- El rufián (1960) (dir. Daniel Tinayre)
- Reportaje en el infierno (1959) (dir. Román Viñoly Barreto)
- Bacará (1955) (dir. Kurt Land)
- La delatora (1955) (dir. Kurt Land)
- Embrujo en Cerros Blancos (1955) (dir. Julio C. Rossi)
- El juramento de Lagardere (1955) (dir. León Klimovsky)
- Tres citas con el destino o Maleficio (1954) (dir. León Klimovsky)
- La telaraña (1954) (dir. Kurt Land)
- El conde de Montecristo (1953) (dir. León Klimovsky)
- El paraíso (1953) (dir. Karl Ritter)
- El vampiro negro (1953) (dir. Román Viñoly Barreto)
- La bestia debe morir (1952) (dir. Román Viñoly Barreto)
- Sala de guardia (1952) (dir. Tulio Demichelli)
- De turno con la muerte (1951) (dir. Julio Porter)
- Historia de una noche de niebla (1950) (dir. José María Blanco Felis)
- Marihuana (1950) (dir. León Klimovsky)
- Captura recomendada (1950) (dir. Don Napy)
- La vendedora de fantasías (1950) (dir. Daniel Tinayre)
- El Zorro pierde el pelo (1950) (dir. Mario C. Lugones)
- Apenas un delincuente (1949) (dir. Hugo Fregonese)
- De hombre a hombre (1949) (dir. Hugo Fregonese)
- Juan Moreira (1948) (dir. Luis Moglia Barth)
- Pasaporte a Río (1948) (dir. Daniel Tinayre)
- El misterio del cuarto amarillo (1947) (dir. Julio Saraceni)
- ...Y mañana serán hombres (1939) (dir. Carlos Borcosque)
- Gente bien (1939) (dir. Manuel Romero)
- Los pagarés de Mendieta (1939) (dir. Leopoldo Torres Ríos)
- Santos Vega (1936) (dir. Luis Moglia Barth)

### Guionista
- Mate Cosido (1962) (dir. Goffredo Alessandrini)
- Rumbos malditos (1962) (dir. Goffredo Alessandrini)
- Libertad bajo palabra (1961) (dir. Alfredo Bettanín)
- La parda Flora (1952) (dir. León Klimovsky)
- Hombres a precio (1950) (dir. Bernardo Spoliansky)
- Mis cinco hijos (1948) (dir. Bernardo Spoliansky y Orestes Caviglia)

## Televisión

### Intérprete
- Boro boro (1993) Serie
- Historias que el diablo me contó (1989) Serie
- La bonita pagina  (1989)
- De carne somos  (1988)
- Hombres de ley  (1987)
- María de nadie (1985) Serie
- Viaje a lo inesperado (1979) Serie
- Paulina Morales (1976) Serie
- Alta comedia Un episodio
  - Muerte civil (1971)
- El abuelo (1971)
- ¡Robot! (1970) Miniserie
- Los suicidios constantes (1961) Serie
- La salvaje (1961) Serie
- Los acosados (1960) Serie
- El inspector Varela (1960) Serie
- El telebar de las celebridades(1951)

### Guionista
- El telebar de las celebridades(1951)
- Los acosados (1960) Serie
- El inspector Varela (1960) Serie
- Al caer la noche (1960) (Miniserie)
- La posesa (1961)
- Los suicidios constantes (1961) Serie
- La salvaje (1961) Serie
- ¡Robot! (1970) Miniserie
- Alta comedia Un episodio
  - Muerte civil (1971)
- El abuelo (1971)
- Viaje a lo inesperado (1981) Serie
- María de nadie (1985) Serie
- De carne somos  (1988)
- Historias que el diablo me contó (1989) Serie
- Boro boro (1993) Serie